# آنتونیو راسترلی
آنتونیو راسترلی (به انگلیسی: Antonio Rastrelli) (زادهٔ ۱۵ ژانویهٔ ۱۹۴۵) شناگر اهل ایتالیا است.